# 中国移動手機支付
中国移動手機支付（ちゅうごくいどうしゅきしふ、簡体字: 中国移动手机支付、拼音: zhōngguóyídòng shŏujī zhīfù、読み：ジョングオイードン・ショウジー・ジーフ）は、中華人民共和国の通信キャリア中国移動通信が提供する小額電子決済システムである。

## 概要
中国移動手機支付サービスに開設したネット口座とRFID機能が搭載されたSIMカード「手機銭包」（簡体字: 手机钱包、拼音: shŏujīqiánbāo、読み：ショウジーチエンバオ）を装着した手機銭包対応携帯電話との組み合わせにより様々なサービスの決済に対応している。
中国の主要銀行の口座から銀聯経由によるネット上からの中国移動手機支付口座への振込か、中国移動通信の営業所での現金、銀聯対応主要銀行のキャッシュカード等により中国移動手機支付口座または手機銭包へ入金して利用する形式となっている。
2010年5月現在、サービス地域を拡大中で、各省、市、地域ごとに対応サービスには違いはあるが、主要都市の一部の飲食店、コンビニ、スーパー、一部の公共交通機関（地下鉄（上海等）、バス（深圳等））、公共料金（電気、ガス、水道、中国移動通信の自他の携帯電話への料金チャージ）、チケット（上海万博等）、保険、ネットショッピングサイトやネットサービス等の決済や中国移動手機支付口座間の送金にも利用できる。
なお、外国人も契約が可能となっている。

## 中国移動手機支付ネット口座の特徴
- インターネット上から自分の手機銭包への資金移動等を管理可能。
- 中国移動手機支付ネット口座と中国の銀行口座との間も相互に資金を移動可能。
- 対応ネットショッピングなどの他に、公共料金の支払いや中国移動契約の携帯電話へのプリペイド料金チャージなど幅広い支払いに使用可能。
- サービス利用者同士での口座間送金が可能。

## 手機銭包の特徴
- 既存のSIMカードと同形状のRF-SIMカードおよび同カードとPOS機との通信に2.4GHz帯を採用したことで、中国移動通信と契約可能な新規、既存の多くの携帯電話、スマートフォン端末で利用可能。
- 携帯電話を契約した中国国内の地域に関係なく全国で利用可能。
- 中国移動通信と契約した携帯電話へのプリペイド料金のチャージが可能（プリペイド支払い方式で契約している場合）。
- 公共交通機関（一部地域の地下鉄、バス等）での利用が可能。
- 手機銭包対応済みPOS端末や公共交通機関の対応端末にかざすだけで利用できる（利用場所によっては別途、利用時に相手方から直筆サインを求められることがある）
- 中国移動通信の電波接続圏外でも独立して利用できる（端末側が回線に接続できればよいので）。
- 主要銀行の銀聯カード等で携帯電話端末側のソフトウェアを使用して中国移動手機支付ネット口座へ入金が可能。
- 利用したい最低限の金額だけを中国移動手機支付ネット口座から、こまめに手機銭包にチャージできるため携帯電話の盗難、紛失の際の被害を限定可能。
- 中国移動手機支付ネット口座との間の資金の移動時にはパスワードで保護することによりセキュリティを向上させている。
- 利用内容の概要を端末上で確認できる。